# Giro delle Fiandre 1974
Il Giro delle Fiandre 1974, cinquantottesima edizione della corsa, fu disputato il 31 marzo 1974, per un percorso totale di 256 km. Fu vinto dall'olandese Cees Bal, al traguardo con il tempo di 6h10'00", alla media di 41,513 km/h, davanti a Frans Verbeeck e Walter Godefroot, ma quest'ultimo fu squalificato e pertanto la terza piazza andò a Eddy Merckx; a causa di ciò in quest'edizione non vi fu il quarto classificato. Fu in questa occasione che gli organizzatori introdussero l'iconico tratto dell'Oude Kwaremont muro particolarissimo, con pendenze mai estreme, ma della lunghezza di 1 600 m, preceduto da ulteriori 600 m già in leggera pendenza.
I ciclisti che partirono da Sint-Niklaas furono 154; coloro che tagliarono il traguardo a Meerbeke furono 58.

## Ordine d'arrivo (Top 10)
| Pos. | Corridore         | Squadra     | Tempo    |
| ---- | ----------------- | ----------- | -------- |
| 1    | Cees Bal          | Gan-Mercier | 6h10'00" |
| 2    | Frans Verbeeck    | Watney-Maes | a 19"    |
| SQ   | Walter Godefroot  | Carpenter   | a 2'00"  |
| 3    | Eddy Merckx       | Molteni     | s.t.     |
| 5    | Eric Leman        | M.I.C.      | s.t.     |
| 6    | Marc Demeyer      | Carpenter   | s.t.     |
| 7    | Gerben Karstens   | Bic         | s.t.     |
| 8    | Rik Van Linden    | Ijsboerke   | s.t.     |
| 9    | Patrick Sercu     | Brooklyn    | s.t.     |
| 10   | Wilfried Wesemael | M.I.C.      | s.t.     |